# Koldulórendek

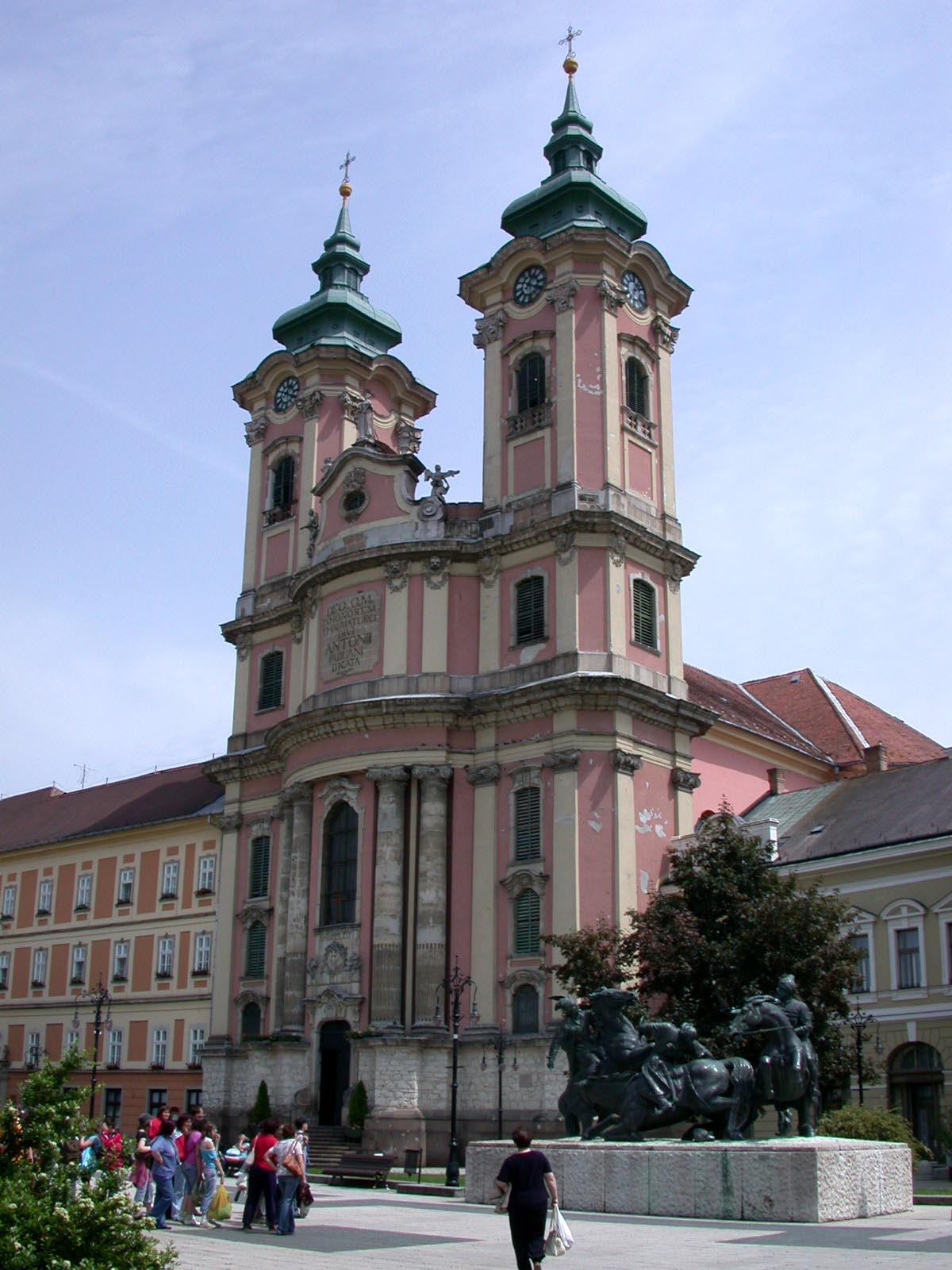
Az egri minorita templom

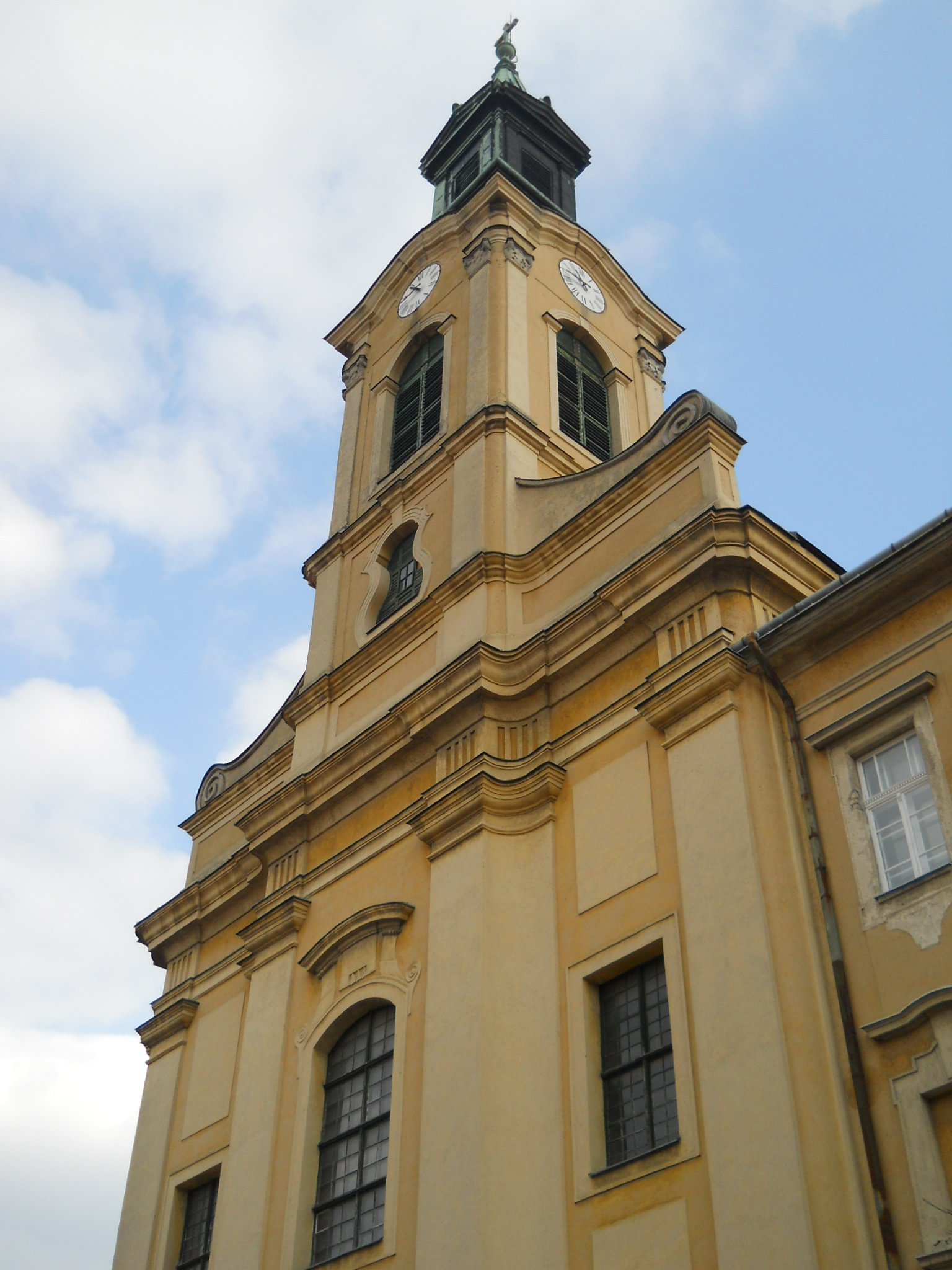
A székesfehérvári karmelita templom

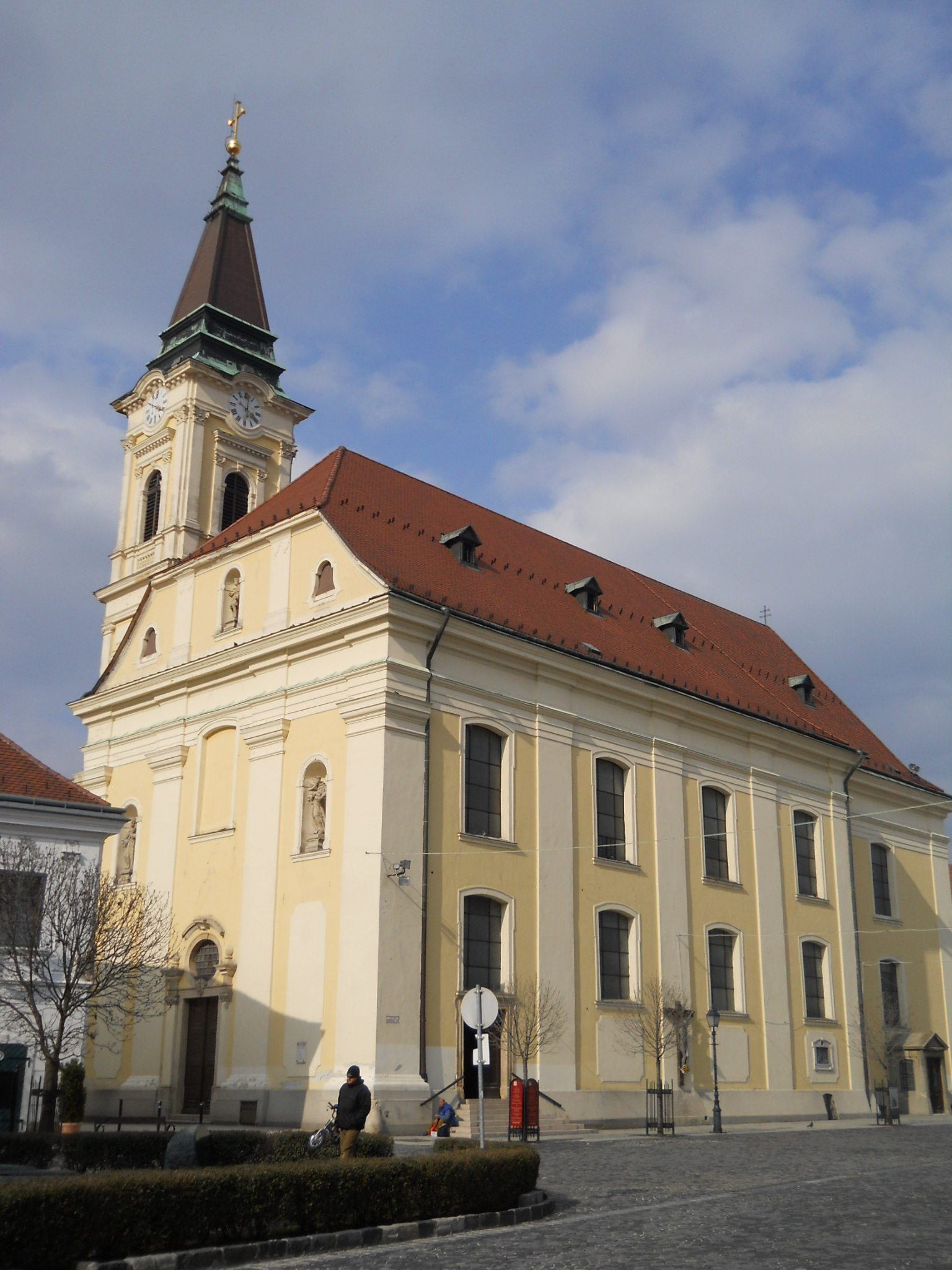
A székesfehérvári ferences templom

A koldulórendek (más néven mendikánsok) katolikus szerzetesrendek, melyeknek közös jellemzője, hogy a monasztikus rendektől eltérően nem vonulnak ki a társadalomból a tökéletességet keresve, hanem a világiak között élnek és tevékenykednek. A kolduló jelző arra utal, hogy a rendek szabályzata alapításuk idején megtiltotta számukra a jelentős tulajdonszerzést, így saját munkájukból és (egyre növekvő arányban) adományokból biztosították megélhetésüket. Később a szabályt mindegyik rendben enyhítették, vagy teljesen el is hagyták.

## Kialakulásuk és szerepük
A 12. században már Európa-szerte jelentkeztek a szegénység eszményét hirdető eretnek mozgalmak (bogumilok, patarénusok, katharok és valdensek), melyek részben a fennálló társadalmi rend (így többek között az egyház hatalma) elleni mozgalmak voltak, így a katolikus egyház hagyományos eszközeivel (a gazdag papsággal és kolostorokban élő szerzetesekkel) nem tudta megakadályozni további térnyerésüket. A kor eretnek mozgalmainak egyházon belüli megfelelői az első kolduló rendek voltak, melyek részben az eretnek eszmék hatására, részben épp azok elfojtására jöttek létre. A főpapság kezdetben gyanakodva szemlélte őket, de gyorsan rájöttek, hogy a szegény szerzetesek könnyebben eljutnak a köznéphez, és így hatékonyabban védhették meg és terjeszthették körükben a hivatalos tanításokat.
Az első rend megalapítása 1210-re tehető, amikor Assisi Szent Ferenc III. Ince elé terjesztette elképzelését a szegények közötti lelkipásztorkodásról. Ince hozzájárult a rend működéséhez, a nem sokkal később elé járuló Guzmán Szent Domonkos rendjének megerősítését azonban megtagadta, az csak III. Honoriusz pápa hagyta jóvá 1216-ban.
A két nagy rend alapítását azután később követte több kisebb mozgalom létrejötte. Számos rend kezdetben más elvek szerint működött, például a karmeliták 1226, a szerviták 1233 óta működtek, azonban csak a 15. században váltak kolduló rendekké.

## Koldulórendek ma
A kolduló szerzetesek nem egy püspök, hanem egyenesen (mint később a jezsuiták) a pápa joghatósága alá tartoztak. Jelenleg Rómában székelő rendfőnökök (generálisok) állnak élükön anélkül, hogy a megyés püspök hatósága alól ki lennének véve.
A ma működő rendek közül a következőket sorolhatjuk ide:
- Ágoston-rend
- Domonkos-rend
- Ferences rend[4]
  - Kapucinusok
  - Minoriták
  - Minimita rend
- Irgalmasok
- Karmeliták
- Mercedárius rend
- Német Lovagrend [forrás?]
- Máltai lovagrend [forrás?]
- Szervita rend
- Trinitárius rend